# Wachsender Felsen

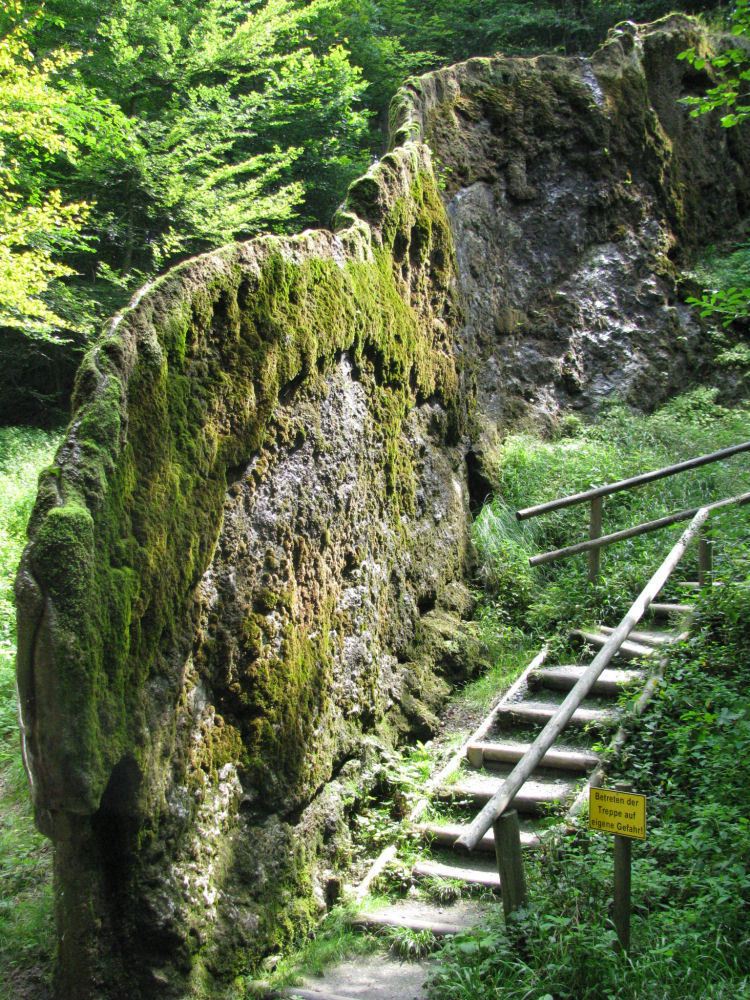
Usterling Johannisfelsen im Sommer 2012

Der Wachsende Felsen, auch Johannisfelsen nach Johannes dem Täufer, ist ein Naturdenkmal in Usterling, einem Ortsteil von Landau an der Isar im niederbayerischen Landkreis Dingolfing-Landau. Er ist unter diesen raren Karstgebilden eines der großen, die zur Gruppe der Steinernen Rinnen zählen.

## Beschreibung
Steinerne Rinnen sind Gebilde, die unter bestimmten Bedingungen an kleinen, stark kalkhaltigen Quellen aus Kalktuffablagerungen (Quellkalke) entstehen. Diese Rinne ist in über 5.000 Jahren zu fast 40 Meter Länge und 5 Meter Höhe angewachsen, bei einer Breite von 70 bis 120 Zentimetern, und damit die größte Steinerne Rinne in Deutschland. Der Quellaustritt ist an eine Schichtgrenze zwischen wasserführenden Kiesen zu wasserstauenden Mergeln in der Oberen Süßwassermolasse gebunden. Über ein genaues Alter der Steinernen Rinne liegen lediglich Schätzungen vor. Man geht davon aus, dass die Bildung mit mehreren tausend Jahren geologisch relativ jung ist. Die zentrale Rinne wird von tuffbildenden Moosen (z. B. Starknervenmoose, u. a. Cratoneuron commutatum und Lebermoose) aufgebaut, während das Bachbett mit Blau- und Grünalgenfilmen ausgekleidet ist.
Der Quellbach fließt auch heute noch über den langen, etwa handbreiten Felsrücken, bis er über eine Felsnase in ein natürliches Becken fällt. Dem Quellwasser wurden Heilkräfte für Behandlung von Augenkrankheiten nachgesagt.
Die älteste Darstellung des wachsenden Felsens von Usterling aus der Zeit um 1500 findet sich auf dem spätgotischen Flügelaltar eines unbekannten Künstlers aus dem Umfeld Hans Leinbergers in der Dorfkirche St. Johannes von Usterling.  Im unteren Bild des linken Altarflügels wird die Taufe Jesu durch Johannes an den wachsenden Felsen verlegt – ein kulturhistorisches Kuriosum. Die Darstellung zeigt das Naturdenkmal naturgetreu so, wie es um 1500 ausgesehen haben dürfte.
Siehe auch die Liste der Steinernen Rinnen in Bayern.

## Geotop
Die Rinne ist vom Bayerischen Landesamt für Umwelt als Geotop 279R004 ausgewiesen und im Jahr 2002 mit dem offiziellen Gütesiegel „Bayerns schönste Geotope“ ausgezeichnet worden. Im Jahr 2006 erfolgte die Aufnahme in die Liste der 77 ausgezeichneten Nationalen Geotope Deutschlands.

## St. Johannes-Kapelle
Über dem Felsen thront die St. Johannes-Kapelle, die zur Pfarrei St. Martin in Höcking gehört. Am Fuß des Felsens steht der ebenfalls Johannes dem Täufer geweihte Kapellenbildstock mit einer hölzernen Johannes-Figur.

## Bildergalerie

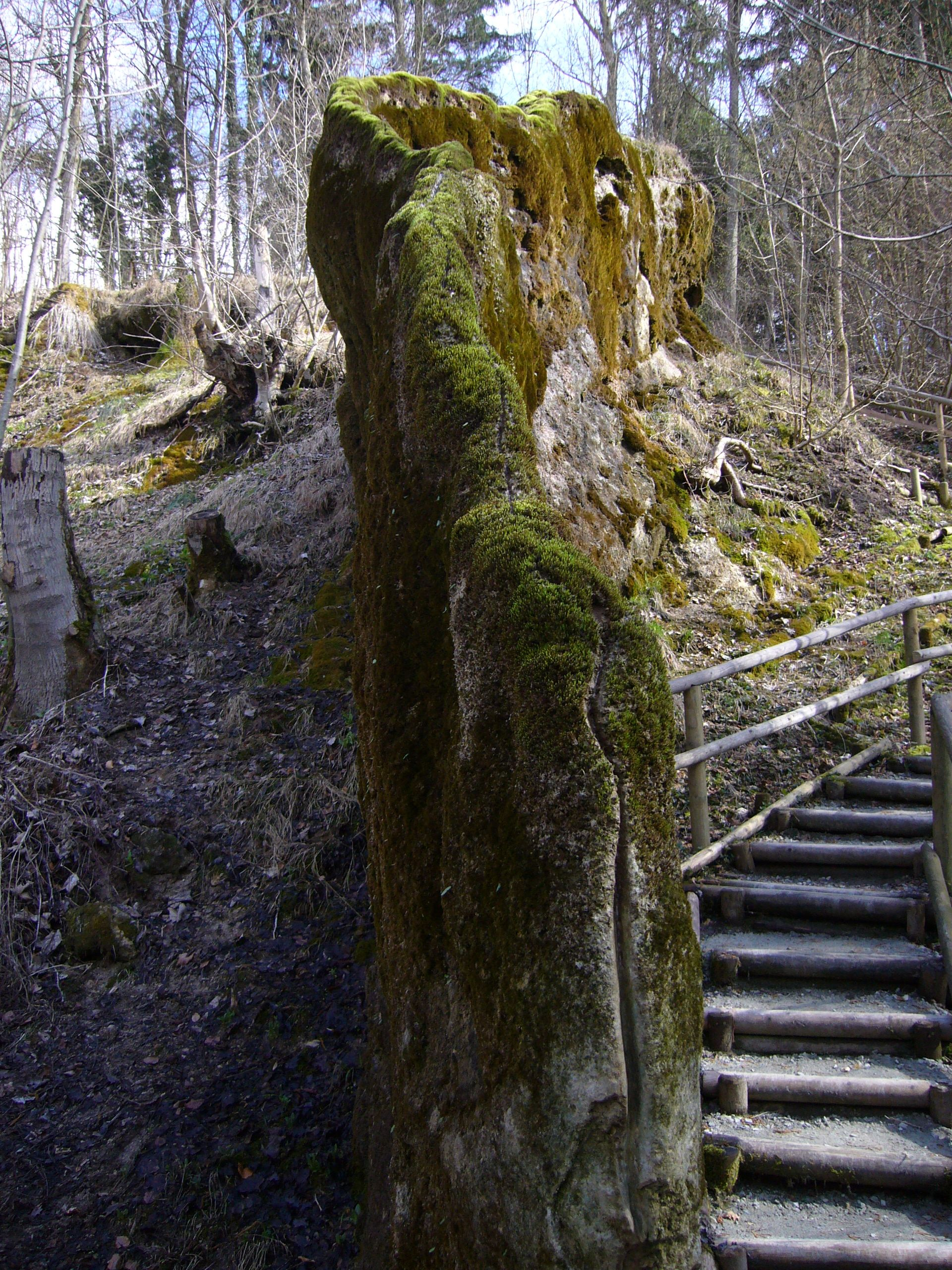
Ansicht von vorne
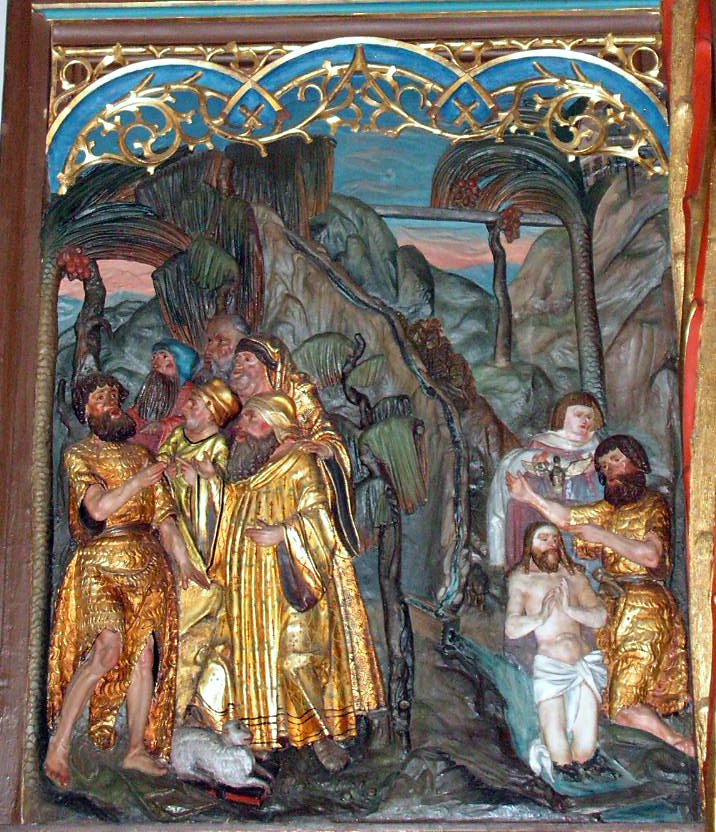
Taufe Jesu durch Johannes den Täufer. Detail des Altars in der Filialkirche von Usterling. Mit der ältesten bekannten Darstellung des Felsens, um 1500.
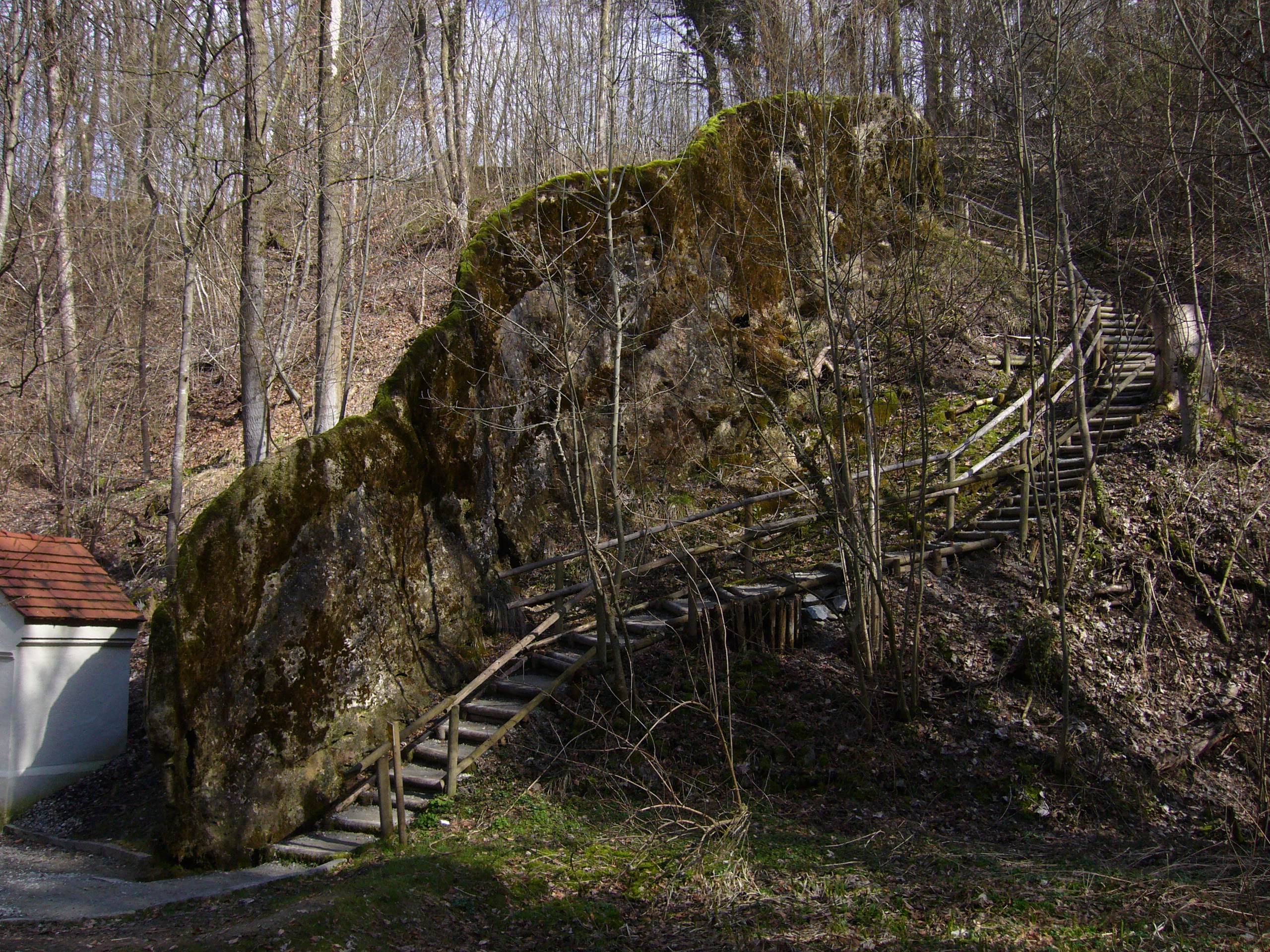
Ansicht von unten
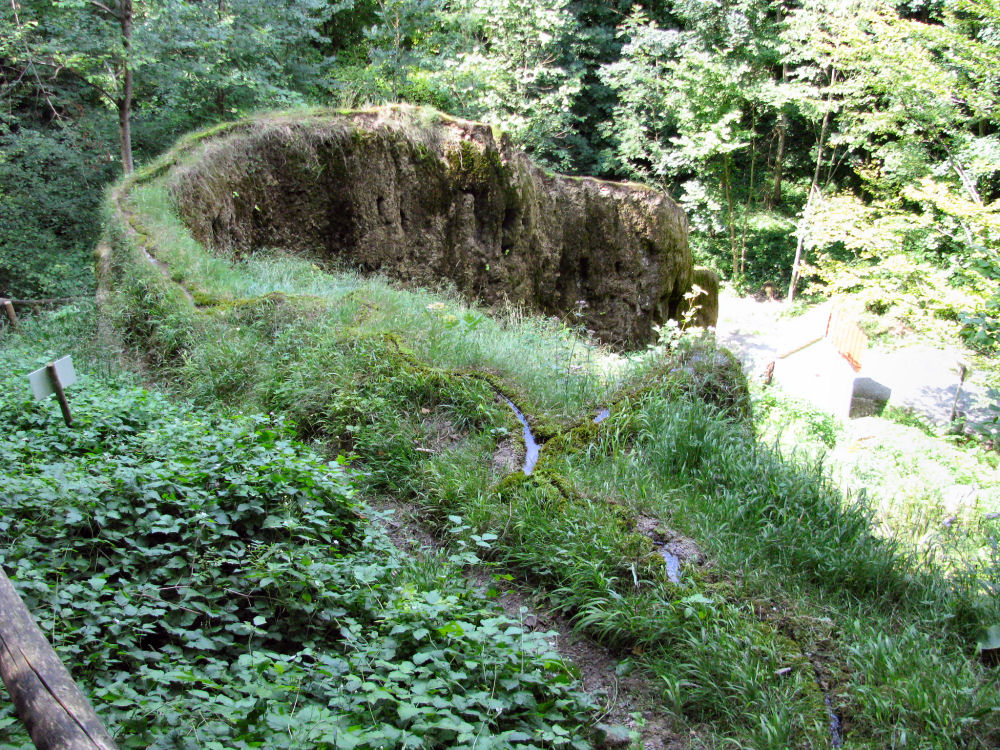
Usterling Johannisfelsen im Sommer 2012
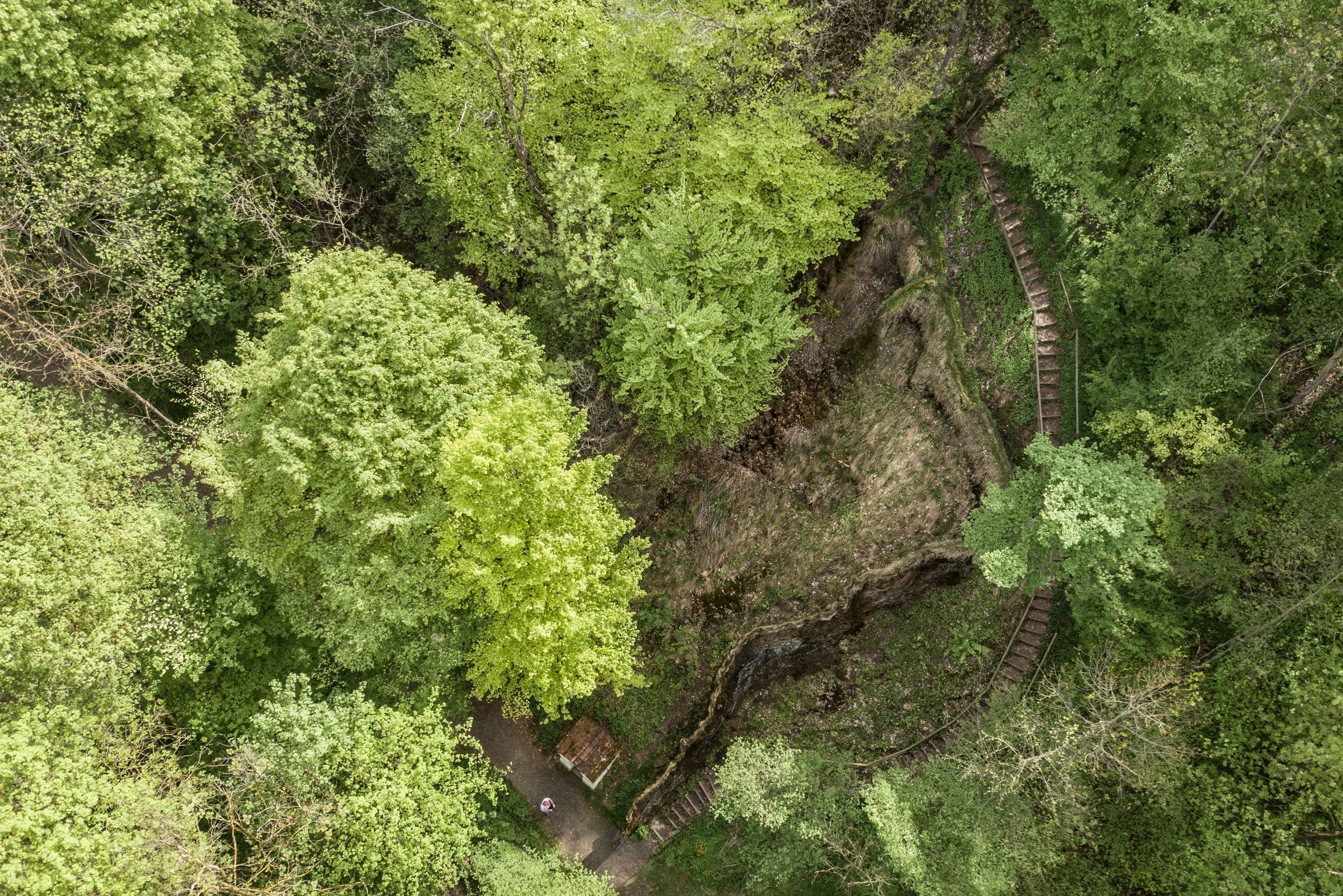
Ansicht aus der Vogelperspektive